# Ң
Ң, ң – litera rozszerzonej cyrylicy wykorzystywana w językach: kazachskim, tatarskim, baszkirskim, kałmuckim, kirgiskim, dungańskim, tuwińskim oraz chakaskim. We wszystkich wyżej wymienionych językach odpowiada dźwiękowi [ŋ], tj. spółgłosce nosowej tylnojęzykowo-miękkopodniebiennej dźwięcznej. 

## Kodowanie
| Znak                   | Ң                                         | Ң                                         | ң                                       | ң                                       |
| ---------------------- | ----------------------------------------- | ----------------------------------------- | --------------------------------------- | --------------------------------------- |
| Nazwa w Unikodzie      | CYRILLIC CAPITAL LETTER EN WITH DESCENDER | CYRILLIC CAPITAL LETTER EN WITH DESCENDER | CYRILLIC SMALL LETTER EN WITH DESCENDER | CYRILLIC SMALL LETTER EN WITH DESCENDER |
| Kodowanie              | dziesiątkowo                              | szesnastkowo                              | dziesiątkowo                            | szesnastkowo                            |
| Unicode                | 1186                                      | U+04A2                                    | 1187                                    | U+04A3                                  |
| UTF-8                  | 210 162                                   | d2 a2                                     | 210 163                                 | d2 a3                                   |
| Odwołania znakowe SGML | &#1186;                                   | &#x04A2;                                  | &#1187;                                 | &#x04A3;                                |